# Alka
L'Alka (en croate, Sinjska Alka, ˈaːlka) est un tournoi équestre qui a lieu dans la ville de Sinj, en Croatie, chaque premier dimanche d’août depuis 1715. Il commémore la victoire du 15 août 1715 contre l'Empire ottoman lors de la Bataille de Sinj. Le Sinjska Alka a été inscrit en 2010 par l'Unesco sur la liste représentative du patrimoine culturel immatériel de l’humanité.

## Règle

L'Alka : les segments du bas comptent un point, le segment du haut compte 2 points et l'anneau central compte 3 points

L'Alka est le nom de l'objet utilisé dans le tournoi. Il est composé de deux anneaux concentriques. Le diamètre de l'anneau central est de 35,1 mm ; le diamètre de l'anneau extérieur est de 131,7 mm. Les anneaux sont reliés entre eux par trois barres à 120°. L'objet est suspendu à une corde à 3,32 m au-dessus d'une piste.
L'Alkar tente alors, au galop, d'atteindre l'anneau central avec une lance. Selon la portion de l'Alkar atteinte, il gagne de un à trois points, zéro point s'il manque la cible. La compétition se déroule sur trois rounds.
Seuls les hommes nés dans la Sinjska krajina (la ville de Sinj et les villages environnants) peuvent participer à l'Alka. Vojvoda de l'Alka est un titre cérémonial attribué au commandeur des Alkars.
En 1818, le Roi de Dalmatie et empereur autrichien François II du Saint-Empire a assisté au tournoi. En 1842, l'Archiduc François-Charles d'Autriche a également assisté au tournoi.